# Davide Orrico
Davide Orrico (Como, 17 febbraio 1990) è un ex ciclista su strada italiano, campione italiano dilettanti Elite nel 2016.

## Palmarès
- 2011 (Team Colpack)

Targa d'Oro Città di Legnano
- 2013 (Team Colpack)

Classica di Colbuccaro
Coppa Caduti Nervianesi
- 2016 (Team Colpack)

Campionati italiani, Prova in linea Élite senza contratto
Coppa Caduti Nervianesi

### Altri successi
- 2018 (Team Vorarlberg–Santic)

Classifica scalatori Tour de Savoie Mont-Blanc

## Piazzamenti

### Classiche monumento
- Giro di Lombardia

2021: 71º